# Langschiff
Als Langschiffe bezeichnet man Ruderschiffe, die erheblich länger als breit sind. Viele antike Kulturen, darunter große Seefahrervölker, kannten Langschiffe.

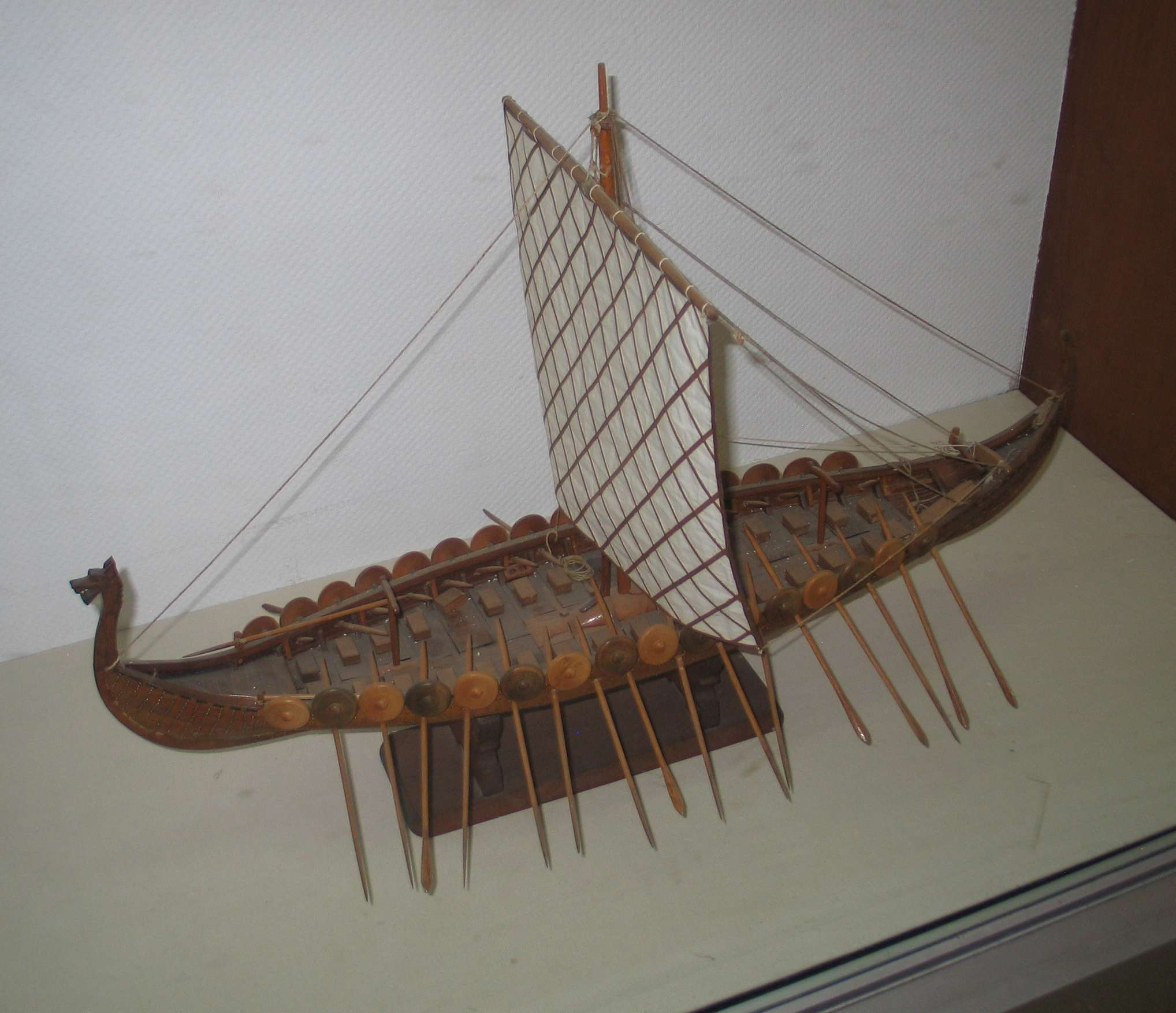
Modell eines Langschiffs

## Griechen
Griechische Langschiffe waren Ruderschiffe, die von den Griechen bereits im 1. Jahrtausend v. Chr., also vor der Entwicklung von Galeeren mit mehreren Reihen von Riemen, gebaut wurden. Diese Schiffe (beispielsweise die Schiffstypen der Pentekontere (Fünfzigruderers) und Triakontere (Dreißigruderers)) besaßen zum Teil beträchtliche Ausmaße: Die Länge einer Pentekontere wird auf 35 bis 40 Meter geschätzt.
Das älteste namentlich bekannte Langschiff ist die Argo der Argonautensage, auf der Jason und die Argonauten nach Kolchis fuhren, um das goldene Vlies zu rauben.
Aus den griechischen Langschiffen wurde – vermutlich um 800 v. Chr. – die Bireme entwickelt.

## Römisches Reich
Einige römische und spätantike Schiffstypen ähnelten Langschiffen, so z. B. ein Flusskampfschiff, die Navis lusoria, oder auch das Neumagener Weinschiff.

## Sächsisches Langschiff
Das sächsische Langschiff oder Langboot war eine Parallelentwicklung zum Wikingerlangschiff und diesem sehr ähnlich.
Im Jahre 1939 wurde in Sutton Hoo am Fluss Deben, East Anglia ein Langschiff von 24 Meter Länge gefunden, das im 7. Jahrhundert als Grab für einen angelsächsischen König diente, vermutlich Rædwald den Roten (599 – c. 624).

## Langschiff der Wikinger

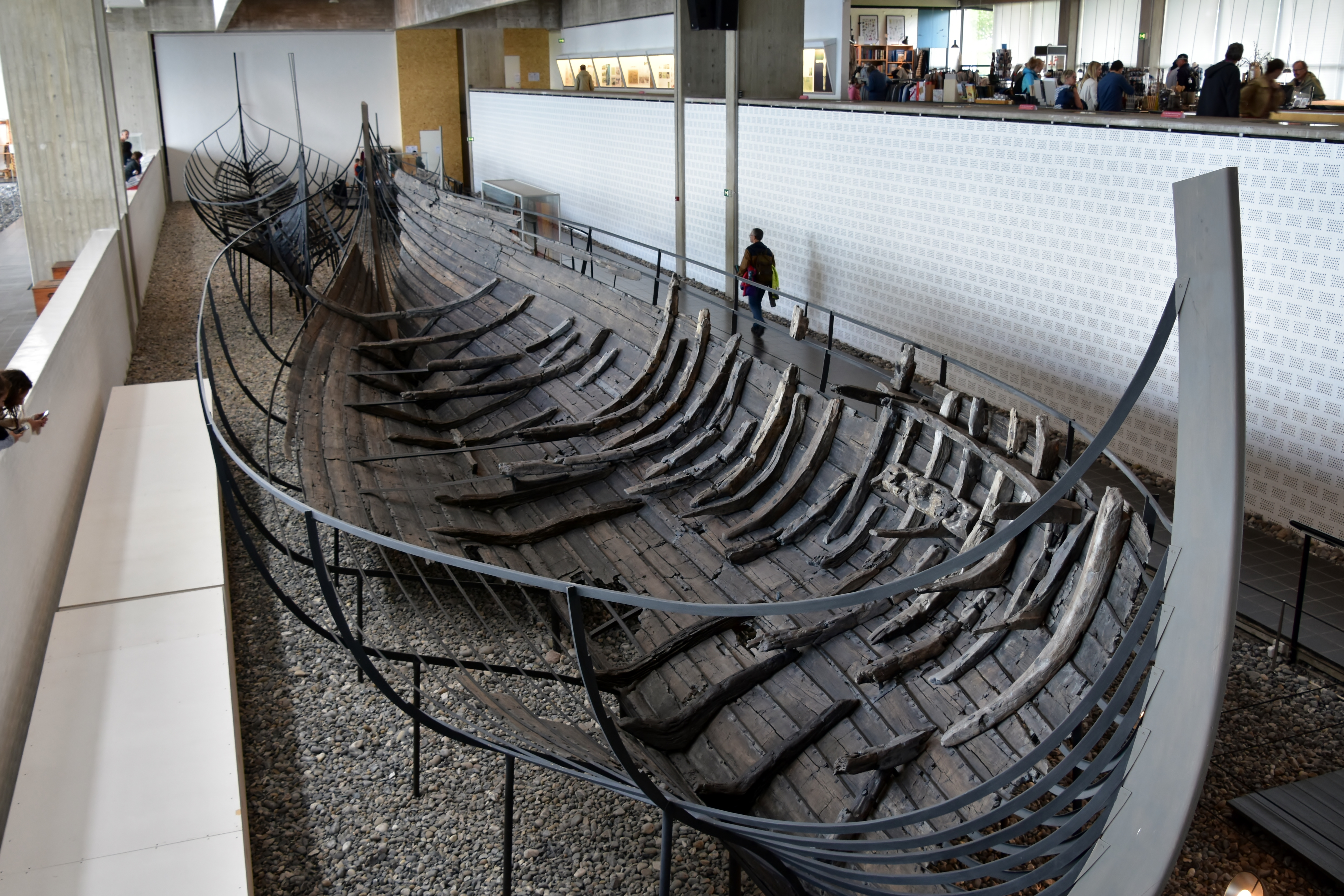
Original eines Langschiffs (Wikingerschiffsmuseum Roskilde)

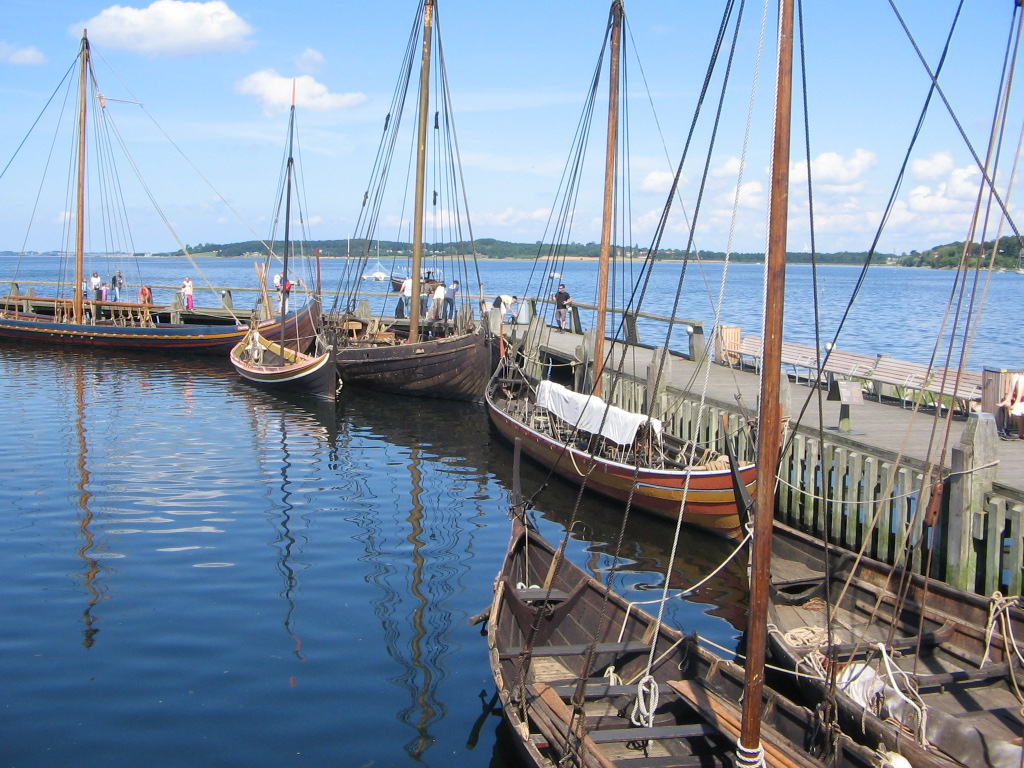
Nachbauten von Wikingerbooten im Hafen des Roskilde-Museums, Foto Antony

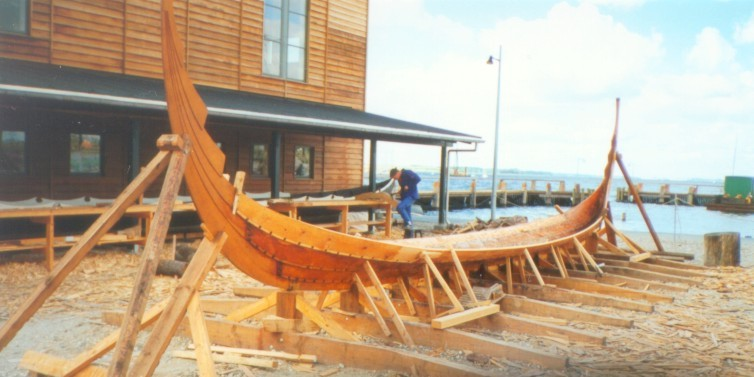
Schiffswerft nach Art der Wikinger in Roskilde

Das Langschiff der Wikinger (auch langskip oder herskip) ist ein Schiffstyp, der hauptsächlich für militärische Zwecke verwendet wurde. Handelsschiffe wurden Knorr oder auch knarr/knörr oder kaupskip genannt, ihre Rümpfe waren deutlich breiter und hatten keine Galionsfigur am Bug. Je nach Verwendungszweck und Tonnage existierten für sie noch mehrere Unterteilungen. In den literarischen Quellen finden sich für nordische Schiffstypen Bezeichnungen wie: snekkar, skeid, karv, dreki, snekkja, karfir und byrdingr. Sie bezogen sich oft auf ein und denselben Schiffstyp und erklären sich durch die Anwendung diverser im Mittelalter gebräulicher Dialekte. Eine Einteilung der skandinavischen Schiffsbauklassen ist nicht möglich, da keine schriftlichen Aufzeichnungen darüber existierten. Das Wissen über die Schiffsbaukunst wurde nur mündlich weitergegeben, daher war jedes neue auf Kiel gelegte Schiff quasi ein Unikat. Viele Handelsschiffe wurden auch immer wieder für Kriegszwecke herangezogen.

### Konstruktion
Viele Informationen über den Aufbau von Langschiffen stammen aus Schiffsgräbern. Es war in der Wikingergesellschaft gebräuchlich, Könige unter einem länglichen Grabhügel in einem Schiff mit reichen Beigaben zu bestatten. Das Schiffsgrab in Oseberg in Norwegen (Wikingerlangschiff) ist dafür ein gutes Beispiel. Ebenso herausragend war ihre Seetüchtigkeit. 1968 fuhr eine Gruppe von 32 dänischen Pfadfindern mit dem Langschiff-Nachbau Imme Gram die Themse stromaufwärts und versuchte dabei ihr Schiff zum Kentern zu bringen. Trotz aller Anstrengungen gelang dies nicht.
Die frühen Langschiffe, wie das 23 Meter lange Nydam-Schiff aus Nydam/Süddänemark aus dem 4. Jahrhundert, das in Schleswig ausgestellt ist, waren noch reine Ruderschiffe. Die späteren Exemplare verfügten schon über einen Mast mit einem Rahsegel. Ihre Takelung ähnelte denen der Koggen und Nefs, war aber wesentlich fortschrittlicher gestaltet und zusätzlich noch mit einigen technischen Raffinessen versehen. Erst sie ermöglichten es auf See das volle Potenziel ihrer Segel zu nutzen. Die nordischen Segel wurden durch ein Netzwerk aus dünnen Seilen verstärkt, die sich zu Bulinen zusammenfügten, die wiederum durch ein Schot verlängert waren. Sie wurden zudem durch ein System aus Halsen, Reffbändseln und Reffreihen am Mast gehalten. Bei den Koggen wurden Segel aus einer Tuchbahn aufzogen, die dafür verwendeten Stoffe wurden für gewöhnlich aus Hanf oder Leinen gewebt und waren für die Beseglung eines Schiffes nur bedingt tauglich. In Skandinavien hingegen wurden die Segel aus Schafwolle (Vadmal) hergestellt. Diese wurden nach dem Walkvorgang mit Pferde- oder Fischfett gegerbt und zusätzlich noch gegen die Feuchtigkeit mit Bienenwachs behandelt. Dadurch waren diese Stoffe reißfester und gegen die stetig hochspritzende Gischt wesentlich resistenter und langlebiger. Zudem verfügten die Langschiffe über relativ simpel gestaltete, einziehbare Wanten. Wenn die Umstände es verlangten, konnte der Mast auch bei rauher See umgelegt werden, da er nicht durch Wanten und Doodshofts (Vorläufer der Jungfer) in Position gehalten werden musste. Das Steuerruder war seitlich an Steuerbord befestigt. Jedes Schiff verfügte auch über einen Anker. Dank der Gleichgestaltung von Bug und Heck konnte ein Langschiff zudem sehr rasch um 180 Grad gewendet werden.
Der Tiefgang der Langschiffe betrug nur 90 cm, dennoch waren diese hochseetauglich. Bei voller Beladung erreichten sie eine Geschwindigkeit zwischen 15 und 20 Knoten. Erreicht wurde dies durch die spezielle Konstruktion ihrer Rümpfe, gekennzeichnet durch ihre sich verjüngende Linie, die sich dem Wellengang anpassen konnten. Sie konnten sowohl unter Segel als auch durch Rudern eine hohe Geschwindigkeit erreichen. Wenn über weite Strecken ausschließlich gerudert wurde, dann musste ein periodischer Wechsel der Rojer erfolgen, wodurch sich die Besatzung vergrößerte. Neben der Möglichkeit von Fahrten über lange Entfernungen konnten man mit solchen Schiffen nicht nur sehr flache Gewässern befahren, sondern auch über die größeren Flüsse, selbst unter niedrigen Brücken hindurch, bis tief ins Landesinnere vordringen. Dabei gelang dies oft so schnell, dass auch berittene Kundschafter nicht mehr rechtzeitig Alarm schlagen konnten. Auch ermöglichte der geringe Tiefgang der Schiffe ein rasches Anlanden ihrer Mannschaften an Flussufern und Stränden.

### Eigenschaften
Die Geschwindigkeit der Wikingerschiffe war, wie schon erwähnt, für diese Zeit durchaus bemerkenswert. Das belegen auch Fahrversuche mit unterschiedlichen Nachbauten. Die Durchschnittsgeschwindigkeit auf langen Strecken dürfte um 7 Knoten gelegen haben. 
1893 unternahm Magnus Andersen mit einem Nachbau des Gokstad-Schiffes eine Fahrt von Norwegen nach New York. Bei günstigen Windverhältnissen erreichte er 11 Knoten (fast 20 km/h). Dass der Bootskörper aufgrund der elastischen Spantenverbindungen den Kräften des Wassers nachgeben konnte, erwies sich als vorteilhaft. Andersen überquerte in nur 27 Tagen den Atlantik, doppelt so schnell wie ein Nachbau der Santa Maria des Christoph Kolumbus. 
Die mit rund 10 Metern besonders kurze Heimlösa Rus erreichte 12,4 Knoten. Mit der – ebenfalls relativ kleinen – Helge Ask, einem Nachbau des Schiffswracks Nr. 5 aus dem Roskilde-Fjord, wurden 14 Knoten erreicht. Größere und schlankere Langschiffe konnten vermutlich noch höhere Fahrtgeschwindigkeiten erreichen. 
Langschiffe konnten bei Bedarf auch über Land transportiert werden. So heißt es von Olav dem Heiligen: „(Der König) ließ die Schiffe über die Landrücken zwischen den Seen bringen.“

## Asien
siehe Drachenboot
Siehe auch:
- Wikingerschiffbau, Geschichte des Wikingerschiffbaus
- Mehrere Langschiffe liegen im Schiffsfriedhof von Skuldelev
- Knorr (Schiffstyp)